# Liste des albums musicaux numéro un au Billboard 200 en 2022
Cette page présente les albums musicaux numéro 1 chaque semaine en 2022 au Billboard 200, le classement officiel des ventes d'albums aux États-Unis établi par le magazine Billboard. Les dix premiers du classement annuel sont également listés.

## Classement hebdomadaire
| Date         | Artiste(s)            | Titre                                                                       | Référence |
| ------------ | --------------------- | --------------------------------------------------------------------------- | --------- |
| 1er janvier  | Adele                 | 30                                                                          |           |
| 8 janvier    | Adele                 | 30                                                                          |           |
| 15 janvier   | Divers artistes       | Encanto (Bande originale du film Encanto : La Fantastique Famille Madrigal) |           |
| 22 janvier   | Gunna                 | DS4Ever                                                                     |           |
| 29 janvier   | Divers artistes       | Encanto (Bande originale du film Encanto : La Fantastique Famille Madrigal) |           |
| 5 février    | Divers artistes       | Encanto (Bande originale du film Encanto : La Fantastique Famille Madrigal) |           |
| 12 février   | Divers artistes       | Encanto (Bande originale du film Encanto : La Fantastique Famille Madrigal) |           |
| 19 février   | Divers artistes       | Encanto (Bande originale du film Encanto : La Fantastique Famille Madrigal) |           |
| 26 février   | Divers artistes       | Encanto (Bande originale du film Encanto : La Fantastique Famille Madrigal) |           |
| 5 mars       | Divers artistes       | Encanto (Bande originale du film Encanto : La Fantastique Famille Madrigal) |           |
| 12 mars      | Divers artistes       | Encanto (Bande originale du film Encanto : La Fantastique Famille Madrigal) |           |
| 19 mars      | Divers artistes       | Encanto (Bande originale du film Encanto : La Fantastique Famille Madrigal) |           |
| 26 mars      | Lil Durk              | 7220                                                                        |           |
| 2 avril      | Stray Kids            | Oddinary                                                                    |           |
| 9 avril      | Machine Gun Kelly     | Mainstream Sellout                                                          |           |
| 16 avril     | Red Hot Chili Peppers | Unlimited Love                                                              |           |
| 23 avril     | Lil Durk              | 7220                                                                        |           |
| 30 avril     | Tyler, The Creator    | Call Me If You Get Lost                                                     |           |
| 7 mai        | Pusha T               | It's Almost Dry                                                             |           |
| 14 mai       | Future                | I Never Liked You                                                           |           |
| 21 mai       | Bad Bunny             | Un verano sin ti                                                            |           |
| 28 mai       | Kendrick Lamar        | Mr. Morale & the Big Steppers                                               |           |
| 4 juin       | Harry Styles          | Harry's House                                                               |           |
| 11 juin      | Harry Styles          | Harry's House                                                               |           |
| 18 juin      | Bad Bunny             | Un verano sin ti                                                            |           |
| 25 juin      | BTS                   | Proof                                                                       |           |
| 2 juillet    | Drake                 | Honestly, Nevermind                                                         |           |
| 9 juillet    | Bad Bunny             | Un verano sin ti                                                            |           |
| 16 juillet   | Bad Bunny             | Un verano sin ti                                                            |           |
| 23 juillet   | Bad Bunny             | Un verano sin ti                                                            |           |
| 30 juillet   | Bad Bunny             | Un verano sin ti                                                            |           |
| 6 août       | Bad Bunny             | Un verano sin ti                                                            |           |
| 13 août      | Beyoncé               | Renaissance                                                                 |           |
| 20 août      | Bad Bunny             | Un verano sin ti                                                            |           |
| 27 août      | Rod Wave              | Beautiful Mind                                                              |           |
| 3 septembre  | Bad Bunny             | Un verano sin ti                                                            |           |
| 10 septembre | DJ Khaled             | God Did                                                                     |           |
| 17 septembre | Bad Bunny             | Un verano sin ti                                                            |           |
| 24 septembre | Bad Bunny             | Un verano sin ti                                                            |           |
| 1er octobre  | Blackpink             | Born Pink                                                                   |           |
| 8 octobre    | Bad Bunny             | Un verano sin ti                                                            |           |
| 15 octobre   | Bad Bunny             | Un verano sin ti                                                            |           |
| 22 octobre   | Stray Kids            | Maxident                                                                    |           |
| 29 octobre   | Lil Baby              | It's Only Me                                                                |           |
| 5 novembre   | Taylor Swift          | Midnights                                                                   |           |
| 12 novembre  | Taylor Swift          | Midnights                                                                   |           |
| 19 novembre  | Drake et 21 Savage    | Her Loss                                                                    |           |
| 26 novembre  | Taylor Swift          | Midnights                                                                   |           |
| 3 décembre   | Taylor Swift          | Midnights                                                                   |           |
| 10 décembre  | Taylor Swift          | Midnights                                                                   |           |
| 17 décembre  | Metro Boomin          | Heroes & Villains                                                           |           |
| 24 décembre  | SZA                   | SOS                                                                         |           |
| 31 décembre  | SZA                   | SOS                                                                         |           |

## Classement annuel
Bad Bunny est numéro 1 du classement annuel grâce à l'activité en streaming de son album Un verano sin ti. Il compte 3 400 000 équivalent ventes et les chansons qui le composent ont généré 4 649 000 000 d'écoutes. En termes de ventes pures (formats physiques et téléchargement) c'est Midnights de Taylor Swift qui arrive en tête avec 1 800 000 unités écoulés dans l'année.
Le top 10 de l'année aux États-Unis selon Billboard :
1. Bad Bunny - Un verano sin ti
2. Adele - 30
3. Morgan Wallen - Dangerous: The Double Album
4. Taylor Swift - Midnights
5. Taylor Swift - Red (Taylor's Version)
6. Divers artistes - Encanto (Bande originale du film Encanto : La Fantastique Famille Madrigal)
7. Harry Styles - Harry's House
8. Olivia Rodrigo - Sour
9. Drake - Certified Lover Boy
10. The Weeknd - The Highlights

## Lien connexe
- Liste des titres musicaux numéro un aux États-Unis en 2022